# Clematis grossa
La ardilla o Clematis grossa es una especie de liana perteneciente a la familia de las ranunculáceas.  

## Descripción
Son plantas trepadoras con tallos jóvenes cortamente pilosos a tomentosos, los tricomas blancos (amarillos); plantas dioicas o a veces androdioicas. Hojas maduras pinnadas, comúnmente con 5 (7) folíolos, pero aquellas cercanas a la inflorescencia con 3, folíolos deltoides a ampliamente ovados, 5.5–11 cm de largo y 4.5–9 cm de ancho, ápice agudo a acuminado, base comúnmente cordada (subcordada a redondeada), frecuentemente 3-lobados, comúnmente con 3 o 4 dientes en cada lado, densa y suavemente pilosos a vellosos en el envés, 5–7-plinervios. Pedicelos de los nudos terminales con brácteas lanceoladas de 1.5–3 mm de largo; sépalos 7–10 mm de largo. Aquenios ampliamente elípticos, 2.5 (–3.5) mm de largo y (1.5–) 2.5 mm de ancho, totalmente hírtulos, café cuando secos, estilo (2–) 3.5 (–5) cm de largo.

## Distribución y hábitat
Es una especie común en remanentes de nebliselvas, zona norcentral y Volcán Mombacho (Granada); a una altitud de (640–) 1000–1600 metros fl dic–feb, fr feb; desde el centro de México hasta Panamá.

## Propiedades
En Chiapas, se aprovecha la savia en enfermedades de la piel. Con frecuencia se mezclan las hojas y flores de esta especie con ajo (Allium sativum) campana (Brugmansia candida) y sal o con la hierba (Erigeron karvinskianus), o bien, las hojas y flores de la ardilla se machacan y se aplican a manera de emplasto. En el Estado de Veracruz se le utiliza en el tratamiento de la gangrena. En Morelos, para atender la inflamación intestinal, se administra el cocimiento de la raíz, 1 o 2 veces al día.
Además se le usa cuando ocurre la recaída de la mujer después del parto y para el catarro. Se le atribuyen propiedades antihelmínticas (V. lombrices).

## Taxonomía
Clematis grossa fue descrita por George Bentham y publicado en Plantas Hartwegianas imprimis Mexicanas 33–34. 1840.
Etimología
Clematis: nombre genérico que proviene del griego klɛmətis. (klématis) "planta que trepa".
grossa: epíteto latino que significa "gruesa".